# Eugenio López-Chacarra
Eugenio López-Chacarra (Madrid, 22 de marzo del 2000) es un golfista profesional español, miembro del circuito LIV Golf.

## Carrera deportiva
Eugenio comenzó su carrera deportiva en el circuito amateur de golf de los Estados Unidos, donde alcanzó el número 2 del ranking. En Estados Unidos estudió, además, la carrera de Gestión Deportiva, Finanzas y Psicología en la Oklahoma State University.
En junio de 2022 fichó por LIV Golf, un nuevo circuito mundial profesional de golf.
El 9 de octubre de 2022 ganó su primer título como profesional en el LIV Golf Invitational Bangkok, lo que le supuso un premio de 4'88 millones, más que ningún otro deportista español hasta la fecha.

## Palmarés

### Amateur
- Grand Prix de Landes 2017
- Copa de Andalucía 2019[6]
- Campeonato Europeo Amateur por Equipos
- Amer Ari Invitational 2022

### Profesional
- LIV Golf Invitational Bangkok 2022
- International Series de Escocia. St. Andrews Bay Championship. Asian Tour 2023
- Abierto de India. European Tour 2025